# Flexibel examineren
Flexibel examineren is een alternatief voor het traditioneel examineren, waarbij theoretische examens op papier worden afgenomen, in grote groepen en op slechts een paar momenten per jaar. Het is echter mogelijk het examenproces vergaand te flexibiliseren, waarbij individueel examen gedaan kan worden, op een locatie naar keuze en een datum die voor de kandidaat het beste uit komt.
Een groot aantal examenbureaus in diverse landen neemt haar examens inmiddels flexibel af. Dit levert niet alleen grote voordelen voor de examenkandidaten en voor de examenbureaus. De kandidaten worden nu gespreid en van piek-drukten is geen sprake meer. Bovendien worden de examens bij flexibel examineren met de computer afgenomen.
Nederland loopt binnen Europa voorop met flexibel examineren. Dit is mede te danken aan enkele bedrijven die deze vorm van examineren in Nederland geïntroduceerd hebben. In de Verenigde Staten wordt al langer op deze wijze geëxamineerd.